# D.H. Lawrence
David Herbert Lawrence, D.H. Lawrence, född 11 september 1885 i Eastwood, Nottinghamshire, död 2 mars 1930 i Vence, Alpes-Maritimes, Provence, Frankrike, var en brittisk författare och poet.

## Biografi
Fadern var gruvarbetare och modern lärare. Lawrence studerade vid Nottingham University College och försörjde sig därefter som folkskollärare innan han blev författare. Han gifte sig med Frieda Weekley, född friherrinna von Richthofen. Hon var gift med hans tidigare lärare i Nottingham och trebarnsmor då de 1912 rymde till Tyskland. De gifte sig 1914. Under första världskriget greps Lawrence och hans tyska hustru i England, misstänkta för spionage, men släpptes i brist på bevis. Romanen Regnbågen (1915) förbjöds efter en rättegång där Lawrence klassades som obscen författare.
Lawrence författarskap uttrycker hans av Freud påverkade primitivistiska livsfilosofi. Denna innehåller en kritik av överklassens intellektualism, karriärmedvetenhet och civilisation, och riktar sig även mot samtidens urbanisering och industrialisering. Han utgår från en teori om den mänskliga naturen, som är i behov av en friare sexualitet. I romanerna skildrar han till exempel kvinnlig frigörelse från roller som skapats av samhället, vad gäller socialklass, bildning, ekonomi och kön.
Lawrences mest berömda roman är Lady Chatterleys älskare, ursprungligen utgiven privat i Florens 1928. En censurerad utgåva kom 1932. På grund av sina erotiska skildringar och sitt laddade språk kunde den inte publiceras i ocensurerat skick i Storbritannien förrän efter ett domslut 1960. I USA tilläts den först 1959.
Lawrence var även aktiv som målare. Motiven var ofta sexuella, och han fick därför utställningsförbud.
Lawrence avled av tuberkulos 1930 i Vence i Provence i Frankrike.
I Sverige fick D.H. Lawrence stor betydelse för en grupp författare i kretsen kring Artur Lundkvist, som såg honom som sin stora profet.